# Frankenthal (cépage)
Pour les articles homonymes, voir Frankenthal (homonymie).
Le frankenthal N, encore appelé trollinger (en Allemagne), vernatsch (dans le Tyrol du Sud) ou schiava grossa (en Italie), ou chasselas de Jérusalem, gros bleu, prince Albert (en France), est un cépage noir allemand et italien proche du chasselas noir cultivé surtout dans le vignoble du Wurtemberg en Allemagne, et dans ceux du Tyrol du Sud et du Trentin en Italie. Il tient son nom de la ville de Frankenthal. C'est principalement un raisin de table mais il est également utilisé en vinification.

## Historique

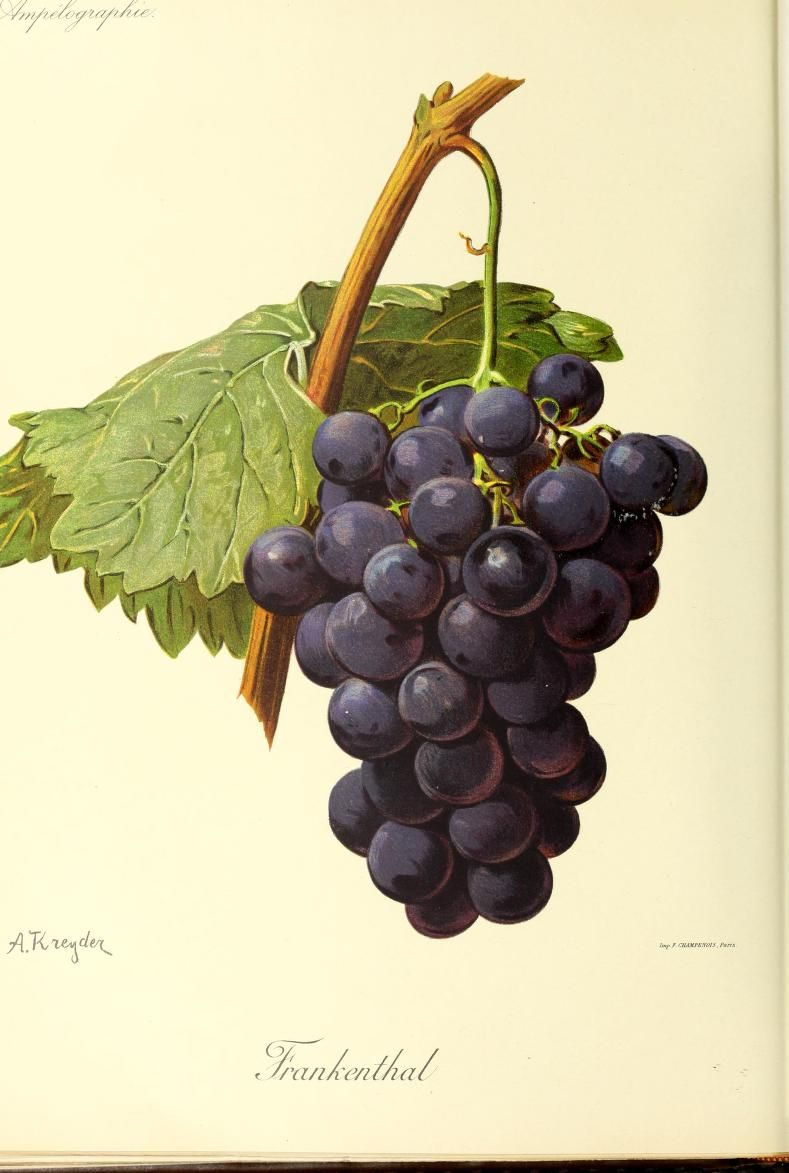
Grappe de Frankenthal dans lAmpélographie de Viala et Vermorel.

Le croisement du Frankenthal avec le muscat d'Alexandrie aurait abouti à la création du muscat de Hambourg et celui avec le clinton à celle de l'othello[réf. nécessaire].
Il a été également cultivé entre 1840 et 1940 en France dans la région de Thomery près de Fontainebleau en alternative au chasselas de Thomery.